# Kainulasjärvi, Norrbotten
Kainulasjärvi är en sjö i Pajala kommun i Norrbotten som finns intill orten Kainulasjärvi. Insjön heter Kainulasjärvi på meänkieli. Översatt till svenska blir det Kalixbornas sjö. Den ingår i Kalixälvens huvudavrinningsområde och har en area på 0,106 kvadratkilometer samt ligger 171 meter över havet. Ett äldre parallellnamn är Salmijärvi. Kainulasjärvi är byanamnet, som betecknade sjön. Men Salmijärvi är sjönamnet bland lokalbefolkningen.

## Delavrinningsområde
Kainulasjärvi ingår i det delavrinningsområde (744948-179120) som SMHI kallar för Mynnar i Syväjoki. Medelhöjden är 176 meter över havet och ytan är 5,91 kvadratkilometer. Det finns inga avrinningsområden uppströms utan avrinningsområdet är högsta punkten. Vattendraget som avvattnar avrinningsområdet har biflödesordning 4, vilket innebär att vattnet flödar genom totalt 4 vattendrag innan det når havet efter 163 kilometer. Avrinningsområdet består mestadels av skog (46 procent), öppen mark (20 procent) och sankmarker (18 procent). Avrinningsområdet har 0,14 kvadratkilometer vattenytor vilket ger det en sjöprocent på 2,4 procent.